# Abbie Cornish
Pour les articles homonymes, voir Cornish.
Abbie Cornish est une actrice australienne, née le 7 août 1982 à Lochinvar (en) (Nouvelle-Galles du Sud). 
Elle commence sa carrière à la télévision australienne, à la fin des années 1990. 
Elle est révélée, au cinéma, par les longs métrages Le Saut périlleux (2004) et Candy (2006), signant des interprétations saluées par la critique. Elle poursuit et confirme avec Elizabeth : L'Âge d'or (2007), Une grande année (2006), Stop-Loss (2008) et Bright Star (2009). 
Dans les années 2010, elle s'aventure dans des productions d'envergure comme Sucker Punch (2011), Sept Psychopathes (2012), RoboCop (2014), Prémonitions (2015) et Geostorm (2017) ou encore l’acclamé Three Billboards : Les Panneaux de la vengeance (2017).

## Biographie

### Enfance et formation
Abbie Cornish est la cadette d'une famille de 5 enfants. Sa mère est photographe amateur et son père tient une entreprise spécialisée dans le recyclage de papiers. L'une de ses sœurs, Isabelle Cornish est aussi actrice. Elle grandit dans une ferme avant de déménager à Newcastle (Australie). Elle démontre rapidement, un intérêt pour le cinéma indépendant et les films étrangers. 
Végétarienne depuis l'âge de 5 ans (l'année ou elle commence à travailler dans le mannequinat), elle a été élue en 2001 « végétarienne australienne la plus sexy ». Ses parents divorcent à ses 16 ans. 
Elle s'implique et se produit sur scène avec le groupe de hip-hop australien Blades Of Hades (en), dont elle parle de la suite de son implication dans l'émission Jimmy Kimmel Live!, en janvier 2010. Sa famille vit actuellement dans la Hunter Valley.
Elle sait jouer du piano et de la guitare.

### Débuts et révélation

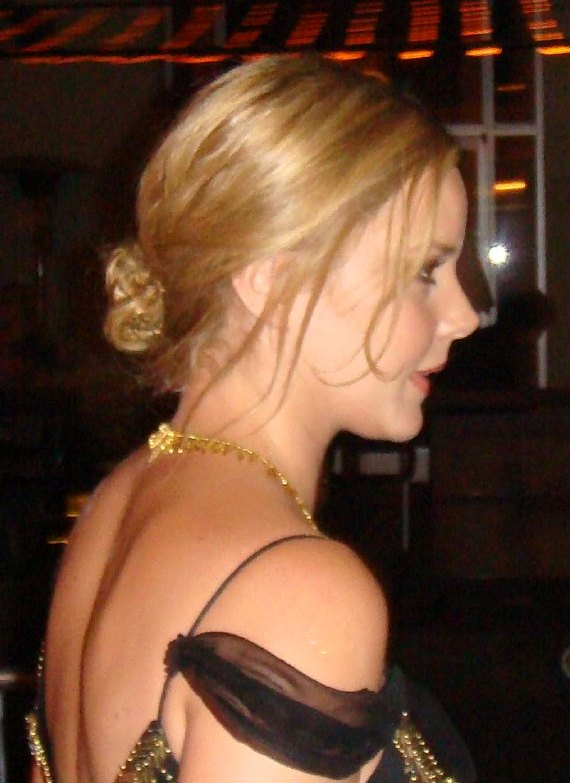
L'actrice à la première nord-américaine de Elizabeth : L'Âge d'or, en octobre 2007.

Elle commence sa carrière au cinéma en 2000 dans Cercle intime de Samantha Lang, après avoir joué dans quelques séries télévisées australienne à la fin des années 1990, dont un rôle de guest pour neuf épisodes de la série Wildside, qui lui vaut son premier Australian film institute awards. 
En 2004, elle est révélée grâce à son premier rôle principal dans le drame Le Saut périlleux pour lequel elle a reçu plusieurs prix, dont celui de la meilleure actrice par l'Australian Film Institute (institut du film australien).
Deux ans plus tard, en 2006, elle poursuit cette percée avec le drame romantique Candy, dont elle partage la vedette aux côtés d'Heath Ledger et Geoffrey Rush, qui lui vaut une nouvelle vague de nominations ainsi que le Film Critics Circle of Australia de la meilleure actrice. La même année, elle seconde Russell Crowe dans le drame Une grande année, tièdement accueilli par la critique mais qui rencontre son public.  
En 2007, elle participe au drame biographique salué Elizabeth : L'Âge d'or, portée par l'actrice oscarisée Cate Blanchett. L'année d'après, elle seconde la distribution masculine menée par Ryan Phillippe, Joseph Gordon-Levitt et Channing Tatum pour le drame de guerre Stop-Loss, qui malgré un soutien critique s'avère être un échec cuisant au box office. 
En 2009, elle joue dans le film romantique Bright Star de Jane Campion aux côtés de Ben Whishaw, qui y incarne le poète anglais John Keats. Nouveau succès, l'actrice remporte le Women Film Critics Circle award de la meilleure actrice ainsi qu'une vague de nominations à ce même titre, par de nombreuses associations de récompenses.
Il s'ensuit le film d'animation Le Royaume de Ga'hoole, dans lequel elle prête sa voix ainsi que le drame romantique W.E., réalisé par Madonna, qui divise et peine à convaincre entièrement la critique,.  

### Alternance, blockbusters et cinéma indépendant

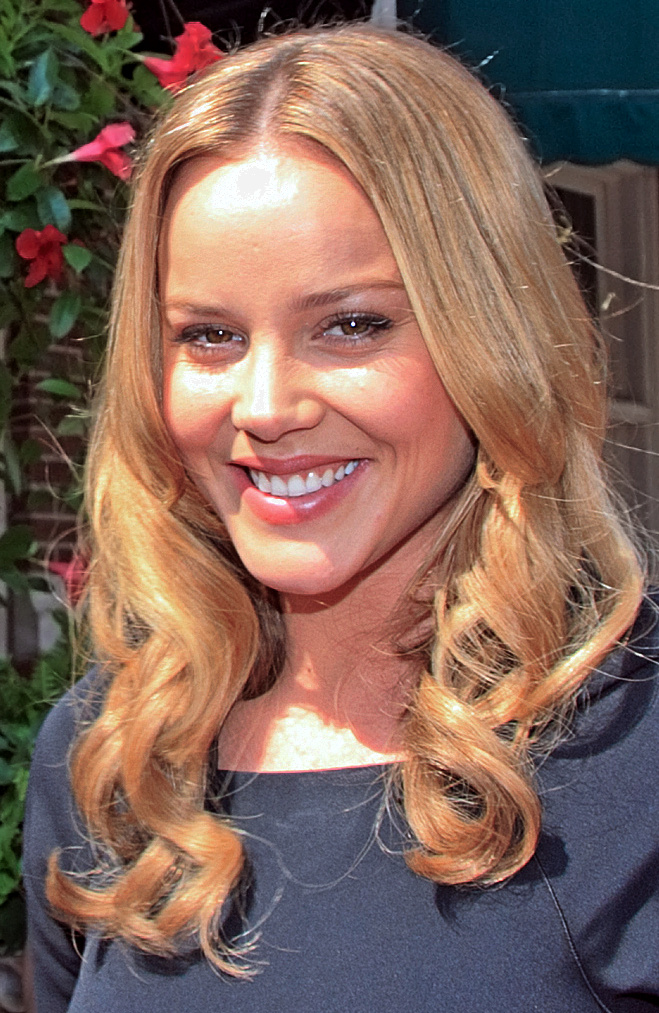
Abbie Cornish à la première de W.E. au Festival international du film de Toronto 2011.

En 2011, elle est à l'affiche de productions plus exposés. D'abord le film fantastique d'action Sucker Punch, réalisé par Zack Snyder (avec lequel elle avait déjà travaillé l'année précédente sur Le Royaume de Ga'hoole) ainsi que de Limitless, thriller de Neil Burger, avec Bradley Cooper et Robert De Niro. Le premier, dans lequel elle occupe l'un des rôles principaux, entouré d'une distribution principale féminine (Emily Browning, Jamie Chung, Vanessa Hudgens et Jena Malone), est une déception côté box office car il n'est que légèrement rentabilisé et divise la critique. Le second est un franc succès au box office et reçoit un accueil critique beaucoup plus favorable. 
En 2012, elle retourne au cinéma indépendant en portant le thriller fantastique L'Exilée, fraîchement accueilli, tout en se joignant à l'importante distribution de la comédie plébiscitée Sept psychopathes,. Après une brève pause d'un an, elle revient, en 2014, dans des rôles de premier plan. D'abord à la télévision avec la mini série Klondike, qui suit six étrangers menant un combat collectif pour la survie et la fortune dans une petite ville. Puis, en étant le premier rôle féminin du film d'action RoboCop, un remake du film éponyme de Paul Verhoeven, sorti en 1987.

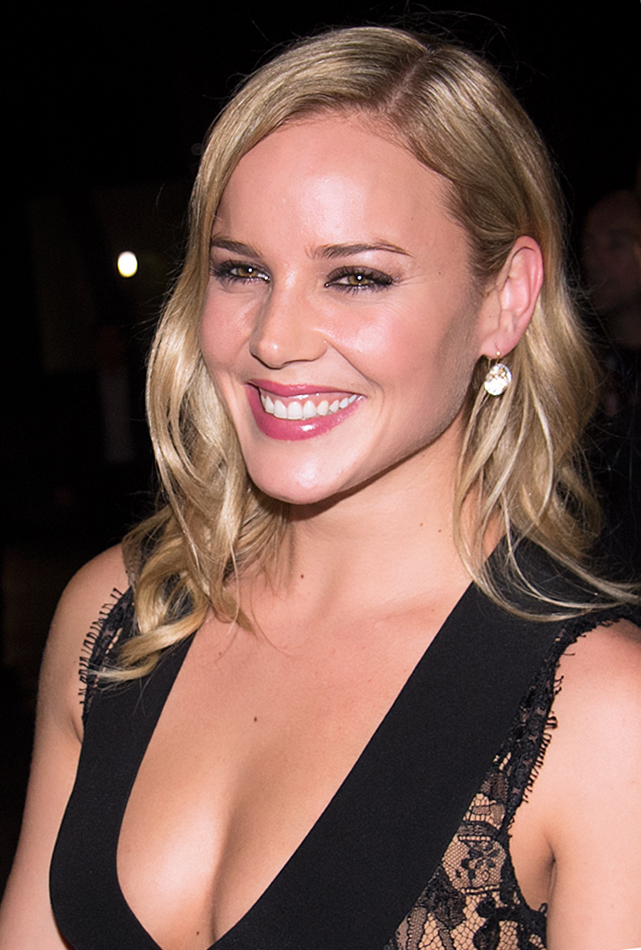
Puis à la première de Sept psychopathes au Festival international du film de Toronto 2012.

En 2015, elle suit Afonso Poyart pour le thriller policier Prémonitions avec, notamment, Anthony Hopkins, Jeffrey Dean Morgan et Colin Farrell. Le film déçoit la critique et ne bénéficie pas d'une importante commercialisation. En 2016, elle retourne au drame indépendant en portant Lavender, passé inaperçu,. 
Elle est à l'affiche de quatre longs métrages, en 2017 : d'abord le drame indépendant The Girl Who Invented Kissing dans lequel elle seconde Suki Waterhouse, vient ensuite le film britannique d'action 6 Days avec les acteurs anglais Jamie Bell et Mark Strong ainsi que le blockbuster de science fiction apocalyptique Geostorm, sorti en fin d'année, où elle doit faire face aux déclenchements, multiples, de catastrophes naturelles aidée de Gerard Butler.  
Enfin, un regain critique avec la comédie dramatique policière, Trois Billboards : Les Panneaux de la vengeance, dans lequel elle occupe un second rôle aux côtés de Frances McDormand, Sam Rockwell et Woody Harrelson. Présentée à la Mostra de Venise 2017, cette comédie remporte le Prix du meilleur scénario ainsi que le prix du public lors du Festival international du film de Toronto 2017. Une production largement adoubée par la critique qui lui permet de remporter, avec les membres du casting, le Screen Actors Guild Award de la meilleure distribution. 
L’année suivante est placée sous le signe du drame indépendant pour l’actrice avec trois longs métrages : le thriller Perfect avec les anciens mannequins Tao Okamoto et Courtney Eaton, le drame biographique Paris Song dont elle est la vedette féminine et enfin le drame de guerre Where Hands Touch avec les jeunes stars Amandla Stenberg et George MacKay.
Du côté du petit écran, elle évolue dans un registre plus musclée en occupant le premier rôle féminin de la série d’action Jack Ryan, présentée en avant-première au Festival de télévision de Monte-Carlo. Cette série, portée par John Krasinski et distribuée par Amazon Prime Video, est l’adaptation télévisuelle de la série de films Jack Ryan.
En 2019, retour dans son pays natal, elle défend la série Secret Bridesmaids' Business avec Katie McGrath et Georgina Haig. Puis, elle retrouve John Krasinski dans la saison 4 de Jack Ryan.

### Vie privée
Elle était en couple avec l'acteur Ryan Phillippe qu'elle a rencontré sur le tournage de Stop-Loss mais a mis fin à leur relation en février 2010.
En 2019, elle se fiance au boxeur MMA Adel Altamimi.

## Filmographie

### Cinéma

#### Courts métrages
- 2004 : Everything Goes de Andrew Kotatko : Brianie
- 2014 : The Merge with Abbie Cornish d'Ian Pfaff
- 2015 : Octopus de Dan Beers : Marcy (voix)
- 2016 : Rule #61 de Julie Richardson : Blonde

#### Longs métrages
- 2000 : Cercle intime (The Monkey's Mask) de Samantha Lang : Mickey Norris
- 2003 : Horseplay de Stavros Kazantzidis : Becky Wodinski
- 2004 : One Perfect Day de Paul Currie : Emma Matisse
- 2004 : Le Saut périlleux (Somersault) de Cate Shortland : Heidi
- 2006 : Candy de Neil Armfield : Candy
- 2006 : Une grande année (A Good Year) de Ridley Scott : Christie Roberts
- 2007 : Elizabeth : L'Âge d'or (Elizabeth: The Golden Age) de Shekhar Kapur : Bess Throckmorton
- 2008 : Stop-Loss de Kimberly Peirce : Michelle
- 2009 : Bright Star de Jane Campion : Fanny Brawne
- 2010 : Le Royaume de Ga'hoole (Legend of the Guardians: The Owls of Ga'Hoole) de Zack Snyder : Otulissa (voix)
- 2011 : W.E. de Madonna : Wallie Winthrop
- 2011 : Limitless de Neil Burger : Lindy
- 2011 : Sucker Punch de Zack Snyder : Sweet Pea
- 2012 : L'Exilée (en) (The Girl) de David Riker : Ashley
- 2012 : Sept Psychopathes (Seven Psychopaths) de Martin McDonagh : Kaya
- 2014 : RoboCop de José Padilha : Clara Murphy, épouse d'Alex
- 2015 : Prémonitions (Solace) d'Afonso Poyart : l'agent Katherine Cowles
- 2016 : Lavender (en) de Ed Gass-Donnelly : Jane
- 2017 : The Girl Who Invented Kissing de Tom Sierchio : Patti
- 2017 : 6 Days de Toa Fraser : Kate Adie
- 2017 : Three Billboards : Les Panneaux de la vengeance (Three Billboards Outside Ebbing, Missouri) de Martin McDonagh : Anne
- 2017 : Geostorm de Dean Devlin: Sarah
- 2018 : Perfect d’Eddie Alcazar : La maman
- 2018 : Paris Song de Jeff Vespa : Lee Abbott
- 2018 : Where Hands Touch d'Amma Asante : Kerstin
- 2021 : Le Virtuose (The Virtuoso) de Nick Stagliano : la serveuse
- 2022 : Blackout (Blackout) de Sam Macaroni : Anna

### Télévision

#### Séries télévisées
- 1997-1999 : Wildside : Simone Summers (9 épisodes)
- 2000 : Brigade des mers (Water Rats) : Marie Marchand (1 épisode)
- 2001 : Outriders : Reggie McDowell (26 épisodes)
- 2001 : Life Support : Penne (10 épisodes)
- 2003 : White Collar Blue : Antonia McAlister (1 épisode)
- 2009 : Robot Chicken : Infirmière / Wife (voix) (1 épisode)
- 2014 : Klondike : Belinda Mulrooney (Mini-série, 6 épisodes)
- 2018 : Tom Clancy’s Jack Ryan : Cathy Mueller (8 épisodes)
- 2019 : Secret Bridesmaids' Business : Melanie Heyward (6 épisodes)

#### Téléfilms
- 1999 : Close Contact de Scott Hartford-Davis : Sara Boyack
- 2003 : Marking Time de Cherie Nowlan : Tracey

## Distinctions
Sauf indication contraire ou complémentaire, les informations mentionnées dans cette section proviennent de la base de données IMDb.

### Récompenses
- Australian Film Institute 1999 : Meilleure jeune actrice dans une série télévisée pour Wildside
- Australian Film Institute 2004 : Meilleure actrice pour Le saut périlleux
- Film Critics Circle of Australia Awards 2004 : Meilleure actrice pour Le saut périlleux
- Inside Film Awards 2004 : Meilleure actrice pour Le saut périlleux
- Miami Film Festival 2005 :  Meilleure actrice dans un film dramatique pour Le saut périlleux
- Film Critics Circle of Australia Awards 2006 : Meilleure actrice pour Candy
- Women Film Critics Circle Awards 2009 : Meilleure actrice pour Bright Star
- CinEuphoria Awards (es) 2011 : Meilleure actrice pour Bright Star
- Boston Society of Film Critics 2012 : Meilleure distribution pour 7 psychopathes
- Chicago Independent Film Critics Circle Awards 2017 : meilleure distribution pour 3 Billboards: Les panneaux de la vengeance
- Gold Derby Awards 2018 : meilleure distribution pour 3 Billboards: Les panneaux de la vengeance
- New York City International Film Festival 2018 : meilleure actrice dans un second rôle pour 3 Billboards: Les panneaux de la vengeance
- Online Film & Television Association 2018 : meilleure distribution pour 3 Billboards: Les panneaux de la vengeance
- 24e cérémonie des Screen Actors Guild Awards 2018 : meilleure distribution pour 3 Billboards: Les panneaux de la vengeance

### Nominations
- Australian Film Institute 2004 : Meilleure actrice dans un second rôle ou invitée à la télévision pour Marking Time
- Alliance of Women Film Journalists 2006 : 
  - Meilleure interprétation par une jeune actrice pour Candy
  - Meilleure interprétation par une jeune actrice pour Le saut périlleux
- Australian Film Institute 2006 : Meilleure actrice pour Candy
- Inside Film Awards 2006 : Meilleure actrice pour Candy
- Alliance of Women Film Journalists 2009 : Meilleure représentation de la nudité, la sexualité ou la séduction pour Bright Star, nomination partagée avec Ben Whishaw
- 12e cérémonie des British Independent Film Awards 2009 : Meilleure actrice dans un drame biographique pour Bright Star (2009).
- 22e cérémonie des Chicago Film Critics Association Awards 2009 : Meilleure actrice dans un drame biographique pour Bright Star (2009).
- 3e cérémonie des Houston Film Critics Society Awards 2009 : Meilleure actrice dans un drame biographique pour Bright Star (2009).
- 14e cérémonie des San Diego Film Critics Society Awards 2009 : Meilleure actrice dans un drame biographique pour Bright Star (2009).
- 14e cérémonie des Satellite Awards 2009 : Meilleure actrice dans un drame biographique pour Bright Star (2009).
- Village Voice Film Poll 2009 : Meilleure actrice pour Bright Star
- 52e cérémonie des Australian Film Institute Awards 2010 : Meilleure actrice dans un drame biographique pour Bright Star (2009).
- 1re cérémonie des Denver Film Critics Society Awards 2010 : Meilleure actrice dans un drame biographique pour Bright Star (2009).
- 16e cérémonie des Chlotrudis Awards 2010 : Meilleure actrice dans un drame biographique pour Bright Star (2009).
- International Cinephile Society Awards 2010 : Meilleure actrice pour Bright Star
- International Online Cinema Awards 2010 : Meilleure actrice pour Bright Star
- London Critics Circle Film Awards 2010 : Meilleure actrice pour Bright Star
- 44e cérémonie des National Society of Film Critics Awards 2010 : Meilleure actrice dans un drame biographique pour Bright Star (2009).
- Golden Schmoes Awards 2011 : Meilleure distribution de l'année pour Sucker Punch
- Italian Online Movie Awards 2011 : Meilleure actrice pour Bright Star
- San Diego Film Critics Society Awards 2012 : Meilleure distribution pour 7 psychopathes
- Awards Circuit Community Awards 2017 : meilleure distribution pour 3 Billboards: Les panneaux de la vengeance
- Golden Door International Film Festival of Jersey City 2017 : meilleure actrice dans un second rôle pour 3 Billboards: Les panneaux de la vengeance
- AACTA Awards 2018 : meilleure actrice dans un second rôle pour 3 Billboards: Les panneaux de la vengeance

## Voix françaises
En France, Ingrid Donnadieu et Noémie Orphelin sont les voix régulières d'Abbie Cornish. Élisabeth Ventura l'a également doublée à deux reprises.
Au Québec, elle est régulièrement doublée par Éveline Gélinas.